# Schilfbruch
Der Schilfbruch ist ein Naturschutzgebiet in der niedersächsischen Gemeinde Uetze in der Region Hannover.
Das Naturschutzgebiet mit dem Kennzeichen NSG HA 196 ist 274 Hektar groß. Es ist zum größten Teil vom gleichnamigen Landschaftsschutzgebiet umgeben. Das Gebiet steht seit dem 22. Juni 2000 unter Naturschutz. Zuständige untere Naturschutzbehörde ist die Region Hannover.
Das Naturschutzgebiet liegt zwischen Hänigsen und Uetze. Es stellt ein Auen- und Bruchwaldgebiet unter Schutz, das von einem weit verzweigten, künstlich angelegten Grabensystem durchzogen wird. Das Grabensystem wird über Stauvorrichtungen auch zur Wasserhaltung in dem Gebiet genutzt. Die Thöse durchfließt das Gebiet in Süd-Nord-Richtung. Sie durchfließt dabei einen naturnahen, mesotrophen Teich, der von Röhricht- und Riedbeständen umgeben ist. Daneben sind weitere kleine Tümpel im Naturschutzgebiet zu finden.
Auf höher gelegenen, trockeneren Standorten sind Eichen-Buchen- und Eichen-Hainbuchenwälder zu finden.
Die Waldbestände sind durch unterschiedliche Naturnähe gekennzeichnet. So sind teilweise strukturarme Aufforstungsbestände zu finden, daneben aber auch Bestände mit hoher Altersdiversität und einer gut ausgebildeten Strauch- und Krautschicht sowie einer intakten Bodenstruktur. Vielfach ist im Naturschutzgebiet ein hoher Anteil von Alt- und Totholz zu finden.
Im Osten schließt sich ein Naherholungsgebiet mit zwei künstlich geschaffenen Wasserflächen, den Spreewaldseen und dem Irenensee, Badestrand, Campingplatz und Wochenendhäusern an.